# Žametasta ščitovka
Žametasta ščitovka (znanstveno ime Pluteus ephebeus) je gliva iz rodu ščitovk (Pluteus).

## Značilnosti
Klobuk je širok od 3 do 14 cm. Je temno sive do skoraj črne brave z vlaknat o površino. Najprej topo zvonast, nato se razpre in se robovi zavihajo navzgor. Kožica hitro radialno razpoka.
Lističi so zelo gosti, zaokroženi ob betu in prosti. Mladi belkasto rožnate barve, kasneje potemnijo.
Bet je valjast z zadebeljenim dniščem. Gladek, bele do rahlo sivkaste barve.
Meso je belo in brez posebnega vonja in okusa.

## Razširjenost in življenjski prostor
Raste posamično ali v manjših skupinah na ostankih lesa listavcev.

## Mikroskopske značilnosti
Trosni odtis je rožnate barve. Trosi so rahlo elipsasti in merijo 6,5–8 x 5,5–6 µm.

## Podobne vrste
- prstena kolobarnica (Tricholoma terreum) ima bel trosni prah in lističe

## Uporabnost
Užitna, a neokusna.

## Galerija slik
- ilustracija
- klobuk, lističi in bet